# Huf Haus

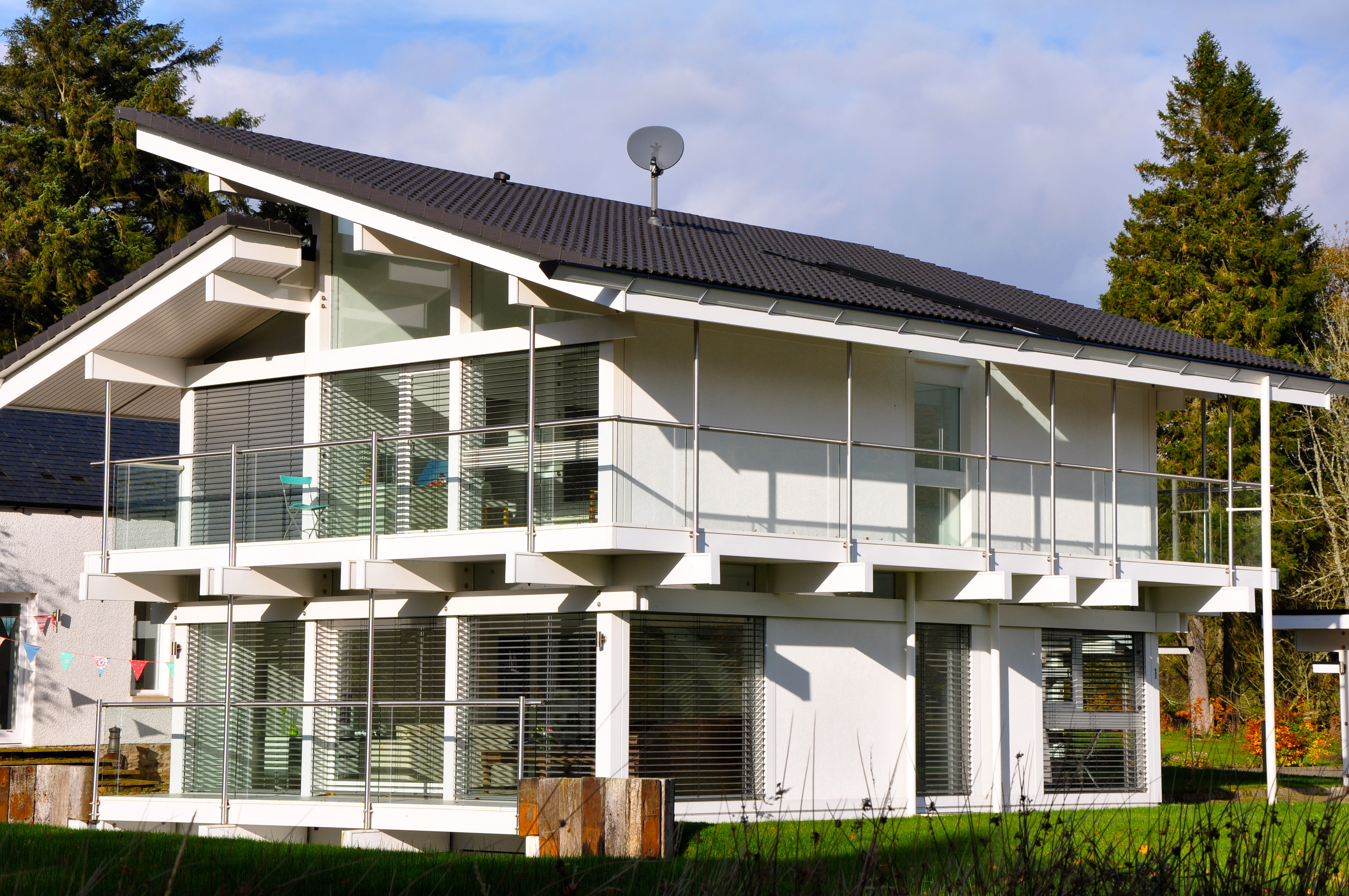
Ein typisches Huf Haus in West Linton, Schottland

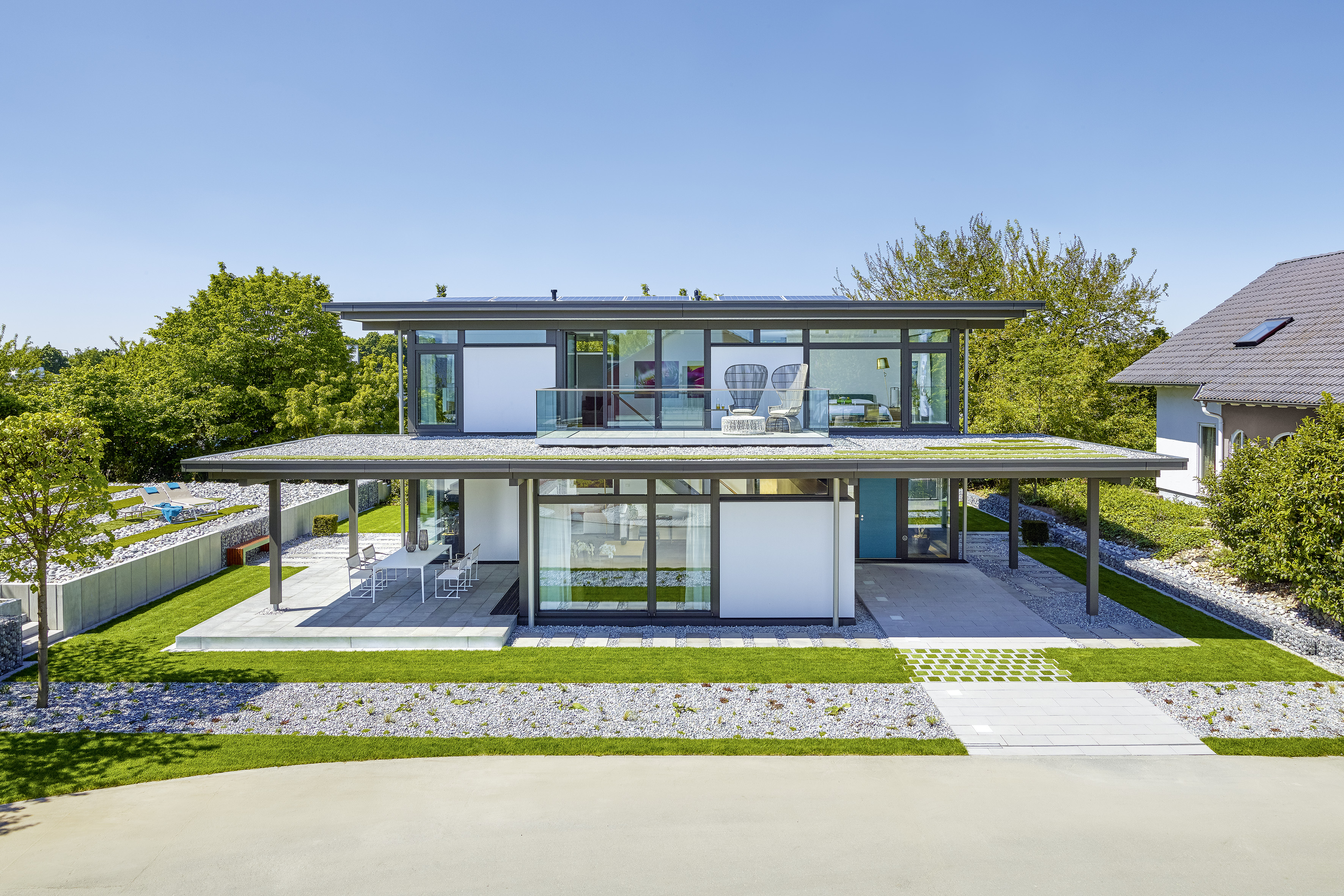
Huf Haus Modum in Mannheim

Die Huf Haus GmbH & Co. KG (Eigenschreibweise: HUF HAUS) ist ein Unternehmen mit Sitz in Hartenfels im Westerwald, das international Holz-Glas-Bauten anbietet. Die Bauwerke werden in Holzständerbauweise errichtet. Die Gebäude sind moderne Fachwerkkonstruktionen mit großflächigen Glasflächen.

## Geschichte
1912 gründete Johann Huf eine Zimmerei im Westerwalddorf Krümmel, ein Jahr später wurde das Unternehmen nach Hartenfels verlegt. Seit 1948 führte der Sohn Franz Huf (1927–2024) das Unternehmen und baute es zu einem überregionalen Anbieter von Zimmererarbeiten aus, zum Beispiel bei Kirchenbauten im Rheinland, dem Bau der Oberpostdirektion Bonn (1950) und des Deutschen und Arabischen Pavillons auf der Weltausstellung in Brüssel (1957/1958). 
1960 wurde in der Haushaltsgeräte-Abteilung der Kölner Kaufhof-Filiale das erste Fertighaus zur Besichtigung aufgebaut und zum Verkauf angeboten. 1964 wurde mit dem HUF Ideal Haus ein eigener Vertrieb begonnen.
1972 erfolgte zusammen mit dem Architekten Manfred Adams, Schüler von Sep Ruf, die Entwicklung des Huf Fachwerkhauses 2000, dessen Grundprinzipien noch heute in allen Bauten angewendet werden. Ab 1996 leiteten die Enkel Georg Huf und Thomas Huf das Unternehmen, das nunmehr eine internationale Expansionsstrategie betreibt. Am 20. September 2011 verstarb Thomas Huf im Alter von 51 Jahren. 2021 erfolgte die Firmenübergabe an die vierte Generation Benedikt Huf und Christian Huf.

## Unternehmen und Produkte
Das Unternehmen produziert jährlich etwa 120 Gebäude (Ein- und Mehrfamilienhäuser und Objektbauten), von denen etwa 40 Prozent in den Export gehen. 2009 wurden fünf Häuser nach China exportiert. Großbritannien war 2008 mit knapp 50 Häusern pro Jahr das wichtigste Exportland. Bis 2007 hatte Huf Haus 107 Gebäude in Großbritannien errichtet, wo sich eine „Huf Haus owner’s group“ gegründet hat. Hermann Simon erwähnte Huf Haus in seinem gleichnamigen Buch als Beispiel für einen „Hidden Champion“.
Am Firmensitz in Hartenfels sowie an zehn weiteren deutschen Standorten sind Musterhäuser aufgestellt. Darüber hinaus gibt es Musterhäuser in der Schweiz, Italien, Großbritannien, den Niederlanden, Rumänien, Irland und Frankreich.

## Auszeichnungen und Architekturpreise
HUF-Häuser sind mit nationalen und internationalen Architekturpreisen ausgezeichnet worden, zum Beispiel:
- 2004 (vorher auch 2003, 2002, 2000) Preise beim „The National HomeBuilder Design Awards“.[13]
- 2002 Housing Design Award des Royal Institute of British Architects in GB[14] sowie

Die Firma HUF bzw. HUF-Häuser erhielten u. a. folgende Auszeichnungen:
- 2017 Platin-Siegel der Deutschen Gesellschaft für Nachhaltiges Bauen für das HUF-Musterhaus in England
- 2016 BVF-Award des Bundesverbands Flächenheizungen und Flächenkühlungen e. V. für das Wohnprojekt HUF City Living in Montabaur
- 2015 Auszeichnung „Gesunde Betriebe“ durch den IHK-HwK-Fachbeirat[16]
- 2013 Auszeichnung „Hidden Champion“ als „Europäischer Marktführer für das moderne Fachwerkhaus“

## Trivia
Zu den bekannten Huf-Haus-Besitzern gehören Antonio Banderas, Björn Ulvaeus und Léa Linster.